# Paul Brousse
Paul Brousse (Montpellier, 23 de enero de 1844 - París, 1 de abril de 1912) fue un médico y político socialista francés. 
Miembro activo de la Primera Internacional, fue expulsado de Francia por los hechos de la Comuna de París de 1871 y se instaló en Barcelona, donde participó en la revolución republicana de 1871 y de donde también fue expulsado. Residió en Suiza y más tarde regresó a Francia. 
En junio de 1877 fundó el diario L'Avant-Garde (La Vanguardia, en francés) con Jean-Louis Pindy, y a través de ella promovió la creación de la federación francesa de la AIT. Debido a la apología de los atemtados de Giovanni Passannante, Emil Heinrich Maximilian Hoedel y Karl Eduard Nobiling, el diario fue prohibido en diciembre de 1878 y Brousse fue arrestado y condenado en 15 de abril de 1879 a dos meses de prisión.
Tras repudiar la violencia como instrumento político, se opuso al marxismo ortodoxo de Jules Guesde en el seno de la Federación del Partido de los Trabajadores Socialistas de Francia (FPTSF). Su enfrentamiento con el ala guesdista dio lugar a la escisión de estos últimos en 1882. La antigua FPTSF asumió efímeramente la denominación de Partido Obrero Socialista Revolucionario (Parti ouvrier socialiste révolutionnaire en francés), para renombrarse en 1883 como Federación de Trabajadores Socialistas de Francia (Fédération des travailleurs socialistes de la France en francés) bajo el liderazgo de Brousse y la asunción de una doctrina socialista posibilista, orientada hacia el reformismo y la defensa de los servicios públicos.
Tras la integración de la FTSF en el Partido Socialista Francés liderado por Jean Jaurès (1902), Paul Brousse fue elegido presidente del consejo municipal de París en 1905.

## Obras
- La propieté collective et les services publics (1883).